# Combat de San Muñoz
Guerre d'Espagne
Batailles
- Olivença (01-1811)
- Gebora (02-1811)
- Campo Maior (03-1811)
- 1re Badajoz (04-1811)
- Fuentes de Oñoro (05-1811)
- Albuera (05-1811)
- Usagre (05-1811)
- Cogorderos (06-1811)
- Carpio (09-1811)
- El Bodón (09-1811)
- Aldeia da Ponte (09-1811)
- Arroyomolinos (10-1811)
- Tarifa (12-1811)
- Navas de Membrillo
- Almagro (01-1812)
- 2e Ciudad Rodrigo (01-1812)
- 2e Badajoz (03-1812)
- Villagarcia (04-1812)
- Almaraz (05-1812)
- Maguilla (06-1812)
- Arapiles (07-1812)
- García Hernández (07-1812)
- Majadahonda (08-1812)
- Retiro (08-1812)
- Madrid (08-1812)
- Burgos (09-1812)
- Villodrigo (10-1812)
- Tordesillas (10-1812)
- Alba de Tormes (11-1812) (es)
- San Muñoz (11-1812)

Le combat de San Muñoz, qui eut lieu le 17 novembre 1812, était une action d'arrière-garde vers la fin de la retraite de Wellington de Burgos au Portugal.

## Contexte
Le 10 novembre 1812, l'armée de Wellington était de retour dans ses positions fortes au nord de Salamanque, face aux forces françaises unies de Suchet, Soult et le roi Joseph. Les 10 et 11 novembre, les Français sont repoussés à Alba de Tormes et décident de traverser le Tormes plus au sud. Ils se croisèrent tôt le 15 novembre et les deux armées se firent bientôt face au-dessus du champ de bataille de Salamanque. Wellington a finalement été contraint d'ordonner une retraite vers Ciudad Rodrigo en début d'après-midi quand il est devenu clair que les Français n'allaient pas faire l'erreur de permettre à leur armée de s'étirer une seconde fois.

## Déroulement
Les Britanniques se replient sur trois colonnes. La division légère qui formait l'arrière-garde de la colonne du milieu, était étroitement pressée par Soult. Au début, les seules troupes françaises étaient exclusivement composées des troupes de cavalerie, qui avaient capturé le général Paget. En fin d'après-midi, la colonne a atteint le rio Huebra à San Munoz. La colonne commença à traverser la rivière, prête à camper sur la rive opposée. Pour une fois, les Français avaient en fait de l'infanterie à proximité, et juste avant que la division légère britannique ne commence à traverser, la division du général Darricau apparut sur les lieux.
La division légère britannique a donc dû traverser le rio Huebra en étant attaquée par l'arrière. Trois compagnies du 43rd (Monmouthshire) Regiment of Foot (en) et une du 95th Rifle Regiment formèrent une arrière-garde et repoussèrent les tirailleurs de Darricau pendant que le corps principal de la division traversait le fleuve. Ils ont ensuite réussi à s'échapper de l'autre côté de la rivière tout en étant étroitement poursuivis par les Français.
Soult fit alors une pause pour faire monter son artillerie et ouvrit bientôt le feu sur la division légère britannique et la 7e division, mais le temps humide et le sol mou réduisirent l'impact des obus. Ce bombardement ne fit que 30 victimes dans la 7e division et en fin de journée, Soult abandonna tout projet d'attaque en traversant la rivière.

## Bilan
La division Darricau a perdu 226 hommes lors des combats de San Munoz. Les Britanniques ont perdu 365 hommes, dont 187 seulement furent victimes du combat, les autres ayant été fait prisonniers pendant la retraite.
Le lendemain matin, les Britanniques s'attendaient à ce que les Français attaquent, mais Soult n'avait pas l'intention d'attaquer Wellington en position forte après qu'il a traversé le rio Huebra. Il attendit simplement que les Britanniques reprennent leur route, puis envoya une petite force de cavalerie pour surveiller la retraite. Le 19 novembre, Soult ordonna à ses hommes de se retirer à l'est, mettant fin à la campagne.